# Aloïse Corbaz
Aloïse Corbaz (Lausanne, 28 de junho de 1886 - Asilo de la Rosière, Gimel, 5 de abril de 1964) foi uma desenhista suíça, que usava sempre o lápis de cor e fazia seus desenhos em grandes dimensões.
Corbaz sofria de esquizofrenia e foi internada  em 1918. Suas principais obras estão em coleções particulares, no Museu de Art Brut e no Museu de Belas-Artes de Lausanne.